# Niels Vandeputte
Niels Vandeputte (Malle, 19 september 2000) is een Belgische wielrenner en veldrijder.

## Carrière
In 2019 won Vandeputte de Koksijde World Cup onder-23. In 2020 behaalde Vandeputte zijn eerste veldrittitel tijdens de Cyclocross Vorselaar, waar hij provinciaal kampioen werd.
In december 2020 brak hij een ruggenwervel bij een val bij de verkenning van de Antwerpse Scheldecross. Wel reed hij die winter voor het eerst naar een podiumplek bij de eliterijders. In Brussel finishte hij op een derde plaats.
Op 1 maart 2021 tekende hij zijn eerste profcontract bij Alpecin-Fenix, de ploeg waar hij al enige jaren fietste op een jeugdcontract. Naar eigen zeggen ziet Vandeputte zichzelf voornamelijk als veldrijder, maar hij is daarnaast ook actief op de weg.
In de wereldbekermanche in Val di Sole eindigde Vandeputte op 17 december 2022 tweede in de sneeuw.
In augustus 2025 werd Vandeputte Belgisch kampioen gravel. Hij versloeg in de sprint zijn Alpecin-Deceuninck ploeggenoot Timo Kielich en de door knap ploegenspel vermoeide Tim Merlier, van Soudal-Quick Step.

## Overwinningen

### Veldrijden
| Seizoen      | WK  | EK     | BK     | Klassementen | Klassementen | Klassementen | Klassementen | Klassementen | Podia | Podia  | Podia | Aantal crossen |
| Seizoen      | WK  | EK     | BK     | WB           | SP           | Trofee       | TOI          | EKZ/Swiss    | Goud  | Zilver | Brons | Aantal crossen |
| ------------ | --- | ------ | ------ | ------------ | ------------ | ------------ | ------------ | ------------ | ----- | ------ | ----- | -------------- |
| Als junior   |     |        |        |              |              |              |              |              |       |        |       |                |
| 2016-2017    | -   | -      | 12e    | 50e          | 10e          | -            | -            | -            | 1     | 4      | 2     | 21             |
| 2017-2018    | 23e | 15e    | Brons  | 6e           | 4e           | -            | -            | -            | 5     | 2      | 4     | 25             |
| Als belofte  |     |        |        |              |              |              |              |              |       |        |       |                |
| 2018-2019    | 10e | 22e    | Brons  | 6e           | 17e          | 19e          | -            | -            | 2     | 3      | 1     | 18             |
| 2019-2020    | 7e  | 15e    | Zilver | 4e           | 19e          | Brons        | -            | -            | 4     | 1      | 1     | 16             |
| 2020-2021    | 8e  | -      | -      | -            | -            | -            | -            | -            | 0     | 0      | 0     | 1              |
| 2021-2022    | 7e  | Zilver | -      | 8e           | -            | -            | -            | -            | 0     | 2      | 0     | 5              |
| Als elite    |     |        |        |              |              |              |              |              |       |        |       |                |
| 2018-2019    | -   | -      | -      | -            | -            | -            | -            | -            | 0     | 0      | 0     | 4              |
| 2019-2020    | -   | -      | -      | -            | 19e          | -            | -            | -            | 0     | 0      | 0     | 9              |
| 2020-2021    | -   | -      | -      | 38e          | 14e          | 12e          | -            | 28e          | 0     | 0      | 1     | 18             |
| 2021-2022    | -   | -      | 13e    | 14e          | 12e          | 19e          | -            | -            | 1     | 1      | 1     | 28             |
| 2022-2023    | 7e  | 11e    | 12e    | 5e           | 6e           | 8e           | -            | -            | 1     | 2      | 1     | 40             |
| 2023-2024    | 13e | 8e     | 4e     | 5e           | Brons        | 6e           | -            | -            | 3     | 1      | 3     | 39             |
| 2024-2025    | 14e | 4e     | 4e     | 11e          |              |              | -            | -            | 4     | 5      | 5     | 30             |
| Totaal Elite | –   | –      | –      | –            | –            | –            | –            | –            | 0     | 0      | 0     | 0              |

#### Podiumplaatsen elite
| Nr.           | Seizoen       | Datum             | Veldrit                                                | Cat.          | Wedstrijdserie           |        |
| Overwinningen | Overwinningen | Overwinningen     | Overwinningen                                          | Overwinningen | Overwinningen            |        |
| ------------- | ------------- | ----------------- | ------------------------------------------------------ | ------------- | ------------------------ | ------ |
| 1.            | 2021-2022     | 16 oktober 2021   | USCX Cyclocross - Jingle Cross Day 2                   | C2            | USCX Cyclocross Series   |        |
| 2.            | 2022-2023     | 11 september 2022 | Internationaler GGEW Grand Prix Bensheim               | C2            | Overige                  |        |
| 3.            | 2023-2024     | 21 oktober 2023   | Internationale Cyclocross Heerderstrand                | C2            | Overige                  |        |
| 4.            | 2023-2024     | 11 februari 2024  | X2O Trofee Lille - Krawatencross                       | C1            | Trofee veldrijden        |        |
| 5.            | 2023-2024     | 25 februari 2024  | Internationale Sluitingsprijs Oostmalle                | C1            | Overige                  |        |
| 6.            | 2024-2025     | 6 oktober 2024    | Brumath Bike Festival                                  | C1            | Overige                  |        |
| 7.            | 2024-2025     | 17 november 2024  | X2O Trofee Hamme - Flandriencross                      | C1            | Trofee veldrijden        |        |
| 8.            | 2024-2025     | 21 december 2024  | UCI Wereldbeker Hulst                                  | CDM           | Wereldbeker              |        |
| 9.            | 2024-2025     | 15 februari 2025  | Waaslandcross, Sint-Niklaas                            | C2            | Exact Cross              | [ 8 ]  |
| 2e plaatsen   |               |                   |                                                        |               |                          |        |
| 1.            | 2021-2022     | 6 februari 2022   | X2O Trofee Lille - Krawatencross                       | C1            | Trofee veldrijden        |        |
| 2.            | 2022-2023     | 10 september 2022 | 4 Bikes Festival Cyclocross Race Lützelbach            | C2            | Overige                  |        |
| 3.            | 2022-2023     | 17 december 2022  | UCI Wereldbeker Val Di Sole                            | CDM           | Wereldbeker              |        |
| 4.            | 2023-2024     | 10 december 2023  | UCI Wereldbeker Val Di Sole                            | CDM           | Wereldbeker              |        |
| 5.            | 2024-2025     | 19 oktober 2024   | Exact Cross Essen                                      | C2            | Exact Cross              |        |
| 6.            | 2024-2025     | 20 oktober 2024   | Superprestige Ruddervoorde                             | C1            | Superprestige veldrijden |        |
| 7.            | 2024-2025     | 10 november 2024  | X2O Trofee Lokeren - Rapencross                        | C2            | Trofee veldrijden        |        |
| 8.            | 2024-2025     | 23 november 2024  | Exact Cross Kortrijk - Urban Cross                     | C2            | Exact Cross              |        |
| 9.            | 2024-2025     | 30 december 2024  | Superprestige Diegem                                   | C1            | Superprestige veldrijden |        |
| 3e plaatsen   |               |                   |                                                        |               |                          |        |
| 1.            | 2020-2021     | 14 februari 2021  | X2O Trofee Brussels - Brussels Universities Cyclocross | C1            | Trofee veldrijden        |        |
| 2.            | 2021-2022     | 18 september 2021 | Le Grand CX Jablines                                   | C2            | Overige                  |        |
| 3.            | 2022-2023     | 26 februari 2023  | Internationale Sluitingsprijs Oostmalle                | C1            | Overige                  |        |
| 4.            | 2023-2024     | 18 november 2023  | Superprestige Merksplas - Aardbeiencross               | C1            | Superprestige veldrijden |        |
| 5.            | 2023-2024     | 22 december 2023  | Exact Cross Mol - Zilvermeercross                      | C2            | Exact Cross              |        |
| 6.            | 2023-2024     | 7 februari 2024   | Exact Cross Maldegem - Parkcross                       | C2            | Exact Cross              |        |
| 7.            | 2024-2025     | 12 oktober 2024   | Exact Cross Beringen - Be-Mine Cross                   | C2            | Exact Cross              |        |
| 8.            | 2024-2025     | 11 november 2024  | Superprestige Niel - Jaarmarktcross                    | C1            | Superprestige veldrijden |        |
| 9.            | 2024-2025     | 29 december 2024  | UCI Wereldbeker Besançon                               | CDM           | Wereldbeker              |        |
| 10.           | 2024-2025     | 5 februari 2025   | Parkcross, Maldegem                                    | C2            | Exact Cross              | [ 9 ]  |
| 11.           | 2024-2025     | 8 februari 2025   | Noordzeecross, Middelkerke                             | C1            | Superprestige            | [ 10 ] |

### Wegwielrennen

#### Overwinningen
2024 – 2 zeges
- Puivelde Koerse
- 3e etappe Kreiz Breizh Elites

Totaal: 2 zeges (waarvan 0 individuele UCI-zeges)

### Gravel
- 2025:  BK Gravel

## Privé
Niels Vandeputte heeft een relatie met de Nederlandse veldrijdster Yara Kastelijn.
Caluwé · Dekker · del Carmen Alvarado · Meeusen · Meisen · Rouiller · Ťoupalík · Turner · Vandebosch · Vandeputte · D. van der Poel · M. van der Poel · Vermeersch
Cortjens · De Bondt · Dekker · del Carmen Alvarado · Devolder · Eibl · Fagerhaug · Hansen · Jans · Janssens · Meeusen · Meisen · Merlier · Rickaert · Rouiller · Stallaert · Tulett · Turner · D. van der Poel · M. van der Poel · Vandeputte · van Trijp · Vergaerde · Vermeersch · Walsleben · Benoist (stagiair) · Clé (stagiair)
Benoist · De Bondt · del Carmen Alvarado · De Tier · Eibl · Fagerhaug · Gaze · Hansen · Jans · Janssens · Krieger · Leysen · Meisen · Merlier · Modolo · Pieterse · Richardson · Rickaert · Riesebeek · Rouiller · Sbaragli · Sweeck · Thwaites · Tullet · Vakoč · D. van der Poel · M. van der Poel · Vergaerde · Vermeersch · Vervaeke · Walsleben ·  · Cortjens (stagiair) · Hendrikx (stagiair) · Kielich (stagiair) · Petruš (stagiair) · Vandeputte (stagiair)